# Una giornata uggiosa
Třinácté Battistiho album Una giornata uggiosa se v roce 1980 v Itálii stalo po dobu šesti týdnů nejprodávanějším albem a 5. nejprodávanějším v celém roce 1980. Toto album bylo velkým zlomem pro umělcovu kariéru. Poslední album s Mogolovými texty, poslední použití akustické kytary, poslední úspěch v hitparádě, poslední vystoupení na veřejnosti. Single Una giornata uggiosa byl od roku 1971 prvním a posledním, který se udržel na prvním místě. Opět se objevily působivé Mogolovy texty, opět plné metafor.

Amore mio di provincia byla poslední Battistiho živé vystoupení, na playback ve švýcarské televizi. Pravděpodobně z tohoto alba byla vyřazena i textem velmi povedená píseň Il paradiso non e' qui.

## Seznam skladeb
V závorce je uveden počet hvězdiček dle CROSBOSP.

1. Il monolocale 4:50 (6)
2. Arrivederci a questa sera 4:12 (4)
3. Gelosa cara 3:53 (4)
4. Orgoglio e dignità 4:25 (3)
5. Una vita viva 4:01 (5)
6. Amore mio di provincia 4:07 (3)
7. Questo amore 4:19 (2)
8. Perché non sei una mela 3:30 (2)
9. Una giornata uggiosa 6:10 (7)
10. Con il nastro rosa 5:29 (6)